# Tor tor
Tor tor е вид лъчеперка от семейство Шаранови (Cyprinidae). Видът е почти застрашен от изчезване.

## Разпространение и местообитание
Разпространен е в Бангладеш, Бутан, Индия (Аруначал Прадеш, Асам, Манипур, Мегхалая, Нагаланд, Утар Прадеш и Утаракханд), Мианмар, Непал и Пакистан.

## Описание
На дължина достигат до 2 m, а теглото им е максимум 9000 g.
Продължителността им на живот е около 10 години. Популацията на вида е намаляваща.